# Mijanès
Mijanès är en kommun i departementet Ariège i regionen Occitanien i södra Frankrike. Kommunen ligger  i kantonen Quérigut som ligger i arrondissementet Foix. År 2022 hade Mijanès 58 invånare.

## Befolkningsutveckling
Antalet invånare i kommunen Mijanès
Referens: INSEE